# Olios fonticola
Olios fonticola är en spindelart som först beskrevs av Pocock 1902.  Olios fonticola ingår i släktet Olios och familjen jättekrabbspindlar. Inga underarter finns listade i Catalogue of Life.